# Nu metal
Nu metal (new urban metal, još poznat i kao new metal, aggro metal ili nü metal) je glazbeni pravac koji spaja elemente metala, punka, hip hop-a i crossovera a nastao je sredinom devedesetih u SAD Najpoznatiji je među tinejdžerima, ali nije pravilo.
Nu metal je postao popularan kroz sastave kao sto su Limp Bizkit i Korn.
Danas najprodavanija nu-metal grupa je Linkin Park i Korn, a najpoznatiji nu-metal sastav danas je Slipknot.
Iako se u nu metal svrstava i Evanescence zbog pjesme Bring Me to Life.

## Poznati nu metal umjetnici
- Hollywood Undead
- Deuce
- 40 Below Summer
- Adema
- Coal Chamber
- System of a Down
- Drowning Pool
- Disturbed
- Deftones
- Ill Niño
- Korn
- Limp Bizkit
- Linkin Park
- Mudvayne
- Papa Roach
- P.O.D.
- Saliva
- Slipknot
- Spineshank
- Static-X
- Taproot
- Trapt
- LostProphets
- Kid Rock